# أجاي رنا
أجاي رنا (23 أكتوبر 1989 في الهند - ) هو لاعب كريكت هندي.

## وصلات خارجية
- أجاي رنا على موقع إي آس بي آن كريك إنفو (الإنجليزية)